# Blechum
Blechum là chi thực vật có hoa trong họ Acanthaceae.

## Hình ảnh

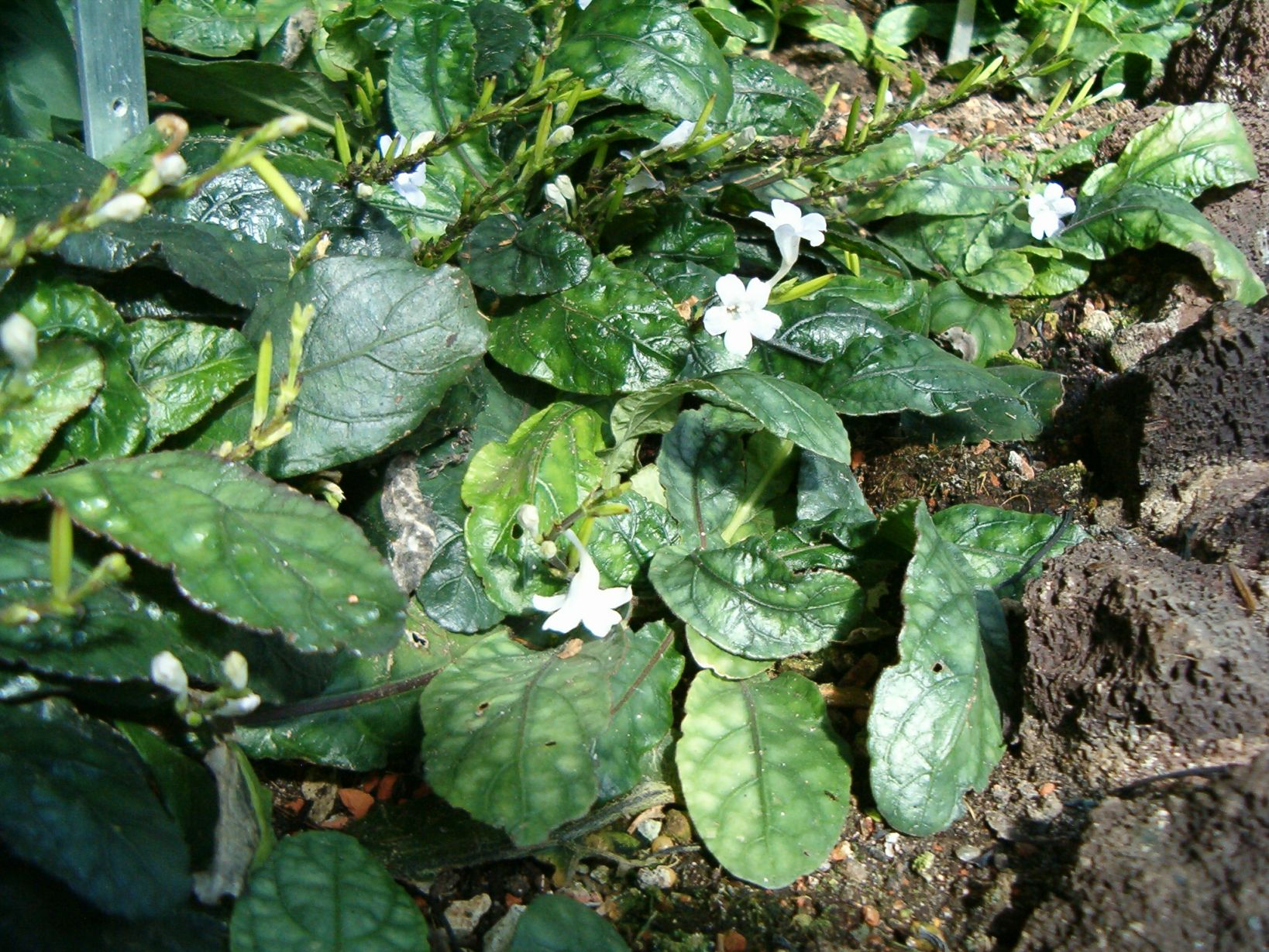